# Ansgar Sailer
Ansgar Sailer (* August 1969 in Heiligenzell) ist ein deutscher Musiker, Arrangeur, Dirigent, Musiklehrer und Internationaler Juror nach CISM.

## Leben
Sailer ist in Heiligenzell, einem Ortsteil von Friesenheim (Baden) aufgewachsen. Im dortigen Musikverein begann er seine blasmusikalische Laufbahn und nahm Unterricht an der Musikschule Lahr. Er machte sein Hobby zum Beruf und studierte von 1989 bis 1994 Orchestermusik bei Oliver Siefert an der Hochschule für Musik Karlsruhe mit Hauptfach Posaune zum Diplom-Posaunist, danach folgte ein Künstlerisches Aufbaustudium bei Werner Schrietter. 2009 absolvierte er eine Fortbildung zum Internationalen Juror nach CISM, sowie 2012 eine Fortbildung „Führung und Leitung einer Musikschule“ an der Bundesakademie für musikalische Jugendbildung in Trossingen.
Zwischen 1995 und 1999 war er Principal Sub beim Musical Theater Miss Saigon, Stuttgart. Parallel dazu war er zwischen 1994 und 1999 Posaunenreferent beim Evangelischen Jugendwerk in Württemberg, unterrichtete an der Musikschule Westlicher Enzkreis und war danach bis 2003 sowohl Musikreferent im Liebenzeller Gemeinschaftsverband als auch Musiklehrer und Chor-Dirigent beim Theologischen Seminar der Liebenzeller Mission. Anschließend war Sailer von 2003 bis 2009 Blechblaslehrer an der Musikschule Altensteig. Von 2009 bis 2018 war er Fachbereichsleiter für Bläser, Schlagwerk und Bläserorchesterleiter und Stellvertretender Musikschulleiter an der Städtischen Musikschule Heilbronn. Als Dirigent war er von 2001 bis 2009 für den Musikverein Kuppingen, danach zwischen 2009 und 2011 für den Musikverein Kappelwindeck und ab 2011 für den Musikverein Stadtkapelle Bretten tätig. Ab März 2018 war er Leiter der Musikschule Südliche Bergstraße mit Sitz in Wiesloch und ist seit September 2024 Fachlicher Leiter der Musikschule Offenburg.
Sailer ist zudem Leiter des 2001 von ihm gegründeten Blechbläserensemble Brass+.

## Privates
Ansgar Sailer ist verheiratet mit Susanne. Das Paar hat drei Kinder und lebt in Eppingen.

## Veröffentlichungen
- Erhard Frieß (Hrsg.) unter Mitarbeit von Michael Püngel, Ansgar Sailer und Albrecht Schuler: Vorspiele für Posaunenchöre (Musikdruck). Verlag Buch und Musik, Stuttgart 1998, ISBN 3-932595-14-9.
- Arr. in: Posaunenchoralbuch zum Evangelischen Gesangbuch: Ausgabe Württemberg  (Musikdruck), EJW-Verlag, Stuttgart 1999, ISBN 978-3-932595-79-0, ISBN 978-3-922813-45-3.
- Arr. in: Spielheft: Zwo Drei Vier für Bläser (Musikdruck), EJW-Verlag, Stuttgart 1999, ISBN 978-3-932595-13-4.
- Arr. in: Majesty 1: Songs and Swing (Musikdruck).
- Arr. in: Majesty 2: Songs and Swing (Musikdruck).
- Arr. in: Majesty 3: All over the World (Musikdruck).
- Mit-Hrsg.: Majesty Solo (Musikdruck), Verlag Gerth Medien, Asslar 2001, ISBN 978-3896152824.
- Arr. in: Majesty 4: Gospel and More (Musikdruck), Gerth Medien Musikverlag 2001, ISBN 978-3896152824.
- Arr. in: Majesty Weihnachten: Bearbeitung für Posaunenchöre (Musikdruck), Verlag Gerth Medien, Asslar 2002, ISBN 978-3896153104.
- Arr. in: Majesty Songs (Musikdruck), Verlag Gerth Medien, Asslar 2003, ISBN 978-3-89615-347-0.
- mit Susanne Sailer: JeansBrass (Musikdruck), cap-music, Haiterbach-Beihingen 2007, ISBN 978-3-86773-016-7.
- Arr. in: Geistliche Bläsermusik: Aufsteh'n ... (Musikdruck). Verlag Bund Christlicher Posaunenchöre Deutschlands, Schmiedeberg 2007.
- Arr. in: Feiert Jesus! Bläser-Chor-Arangements (Musikdruck).
- Arr. in: Christmas Brass (Musikdruck), BCPD.
- Arr. in: Aufstehn... (Musikdruck), BCPD.
- Gettin' Gospel (Label BRASSfit) (Musikdruck), CVJM-Westbund, Wuppertal 2012.